# Сакі (рід)
Сакі (Pithecia) — рід мавп з Нового Світу.

## Розповсюдження
Ареал Pithecia включає північну та центральну частину Південної Америки, що простягається від півдня Колумбії до Перу та північної Болівії та в центральну частину Бразилії.

## Морфологічна характеристика
Це невеликі мавпи з довгими пухнастими хвостами. Обличчя деяких видів голі, але голова вкрита хутром. Їхні тіла пристосовані до життя на деревах, а сильні задні лапи дозволяють їм робити далекі стрибки. Саки досягають довжини від 30 до 55 см, стільки ж хвіст і важать до 3 кг. Самиці трохи менші за самців за загальним розміром і вагою. Сакі мають довге жорстке волосся, яке вкриває все тіло, що надає їм виразного кошлатого вигляду. Грубе хутро забарвлене в чорний, сірий або рудувато-коричневий колір.

## Спосіб життя
Це денні тварини. Вони живуть на деревах тропічних лісів і лише зрідка спускаються на землю. Пересуваються здебільшого рачком, іноді бігають у вертикальному положенні на задніх лапах по гілках, іноді стрибають на великі відстані. Сплять на гілках. Як правило, вони дуже обережні тварини. Сакі допускають дорослих нащадків і неспоріднених іммігрантів у свої групи. Мавпи сакі зазвичай вважаються соціально моногамними, але, як правило, лише сакі, які живуть парами, демонструють соціальну моногамію.
Раціон на 90 % складається з фруктів і доповнюється невеликою часткою листя, квітів і комах. Сакі, як і уакарі, займаються спеціалізованою формою фруктів, зосереджуючись на незрілих плодах і насінні.